# Ośniak
Ośniak – część wsi Pątki w Polsce, położona w województwie mazowieckim, w powiecie żuromińskim, w gminie Lubowidz.
W latach 1975–1998 Ośniak administracyjnie należał do województwa ciechanowskiego.